# Kai Erik Moen
Kai Erik Moen (Fagernes, 4 aprile 1970) è un allenatore di calcio ed ex calciatore norvegese, di ruolo difensore.

## Carriera

### Giocatore

#### Club

##### Kongsvinger
Moen cominciò la carriera con la maglia del Kongsvinger. Esordì nella 1. divisjon in data 26 agosto 1990, subentrando a Ståle Bokalrud nella sconfitta casalinga per 0-2 contro il Rosenborg. Il 23 settembre successivo, arrivò la prima rete: contribuì infatti al successo per 3-0 sul Vålerengen. Rimase in forza a questo club per quattro stagioni, totalizzando complessivamente 41 presenze e 2 reti.

##### Sogndal
Successivamente, si trasferì al Sogndal. Debuttò con questa casacca il 17 aprile 1994, sostituendo Håvard Flo nel pareggio a reti inviolate contro il Tromsø. Il Sogndal chiuse il campionato 1994 al penultimo posto e retrocesse in 1. divisjon. Moen contribuì però alla promozione del campionato 1996 e rimase in squadra per altre due stagioni.

##### Raufoss
Moen si trasferì al Raufoss nel 1999 e ci restò fino al 2006. Disputò queste stagioni nella 1. divisjon, fatta eccezione per le ultime due, che furono nella 2. divisjon. Chiusa questa esperienza, si ritirò dall'attività agonistica.

### Allenatore
Il 23 ottobre 2011, firmò un contratto biennale con il Gjøvik. Precedentemente, guidò il Valdres.

## Statistiche

### Presenze e reti nei club
| Stagione           | Club               | Campionato         | Campionato | Campionato | Coppe nazionali | Coppe nazionali | Coppe nazionali | Coppe continentali | Coppe continentali | Coppe continentali | Supercoppe | Supercoppe | Supercoppe | Totale | Totale |
| Stagione           | Club               | Comp               | Pres       | Reti       | Comp            | Pres            | Reti            | Comp               | Pres               | Reti               | Comp       | Pres       | Reti       | Pres   | Reti   |
| ------------------ | ------------------ | ------------------ | ---------- | ---------- | --------------- | --------------- | --------------- | ------------------ | ------------------ | ------------------ | ---------- | ---------- | ---------- | ------ | ------ |
| 1990               | Kongsvinger        | 1D                 | 6          | 1          | CN              | 1               | 0               | -                  | -                  | -                  | -          | -          | -          | 7      | 1      |
| 1991               | Kongsvinger        | ES                 | 13         | 0          | CN              | 2               | 0               | -                  | -                  | -                  | -          | -          | -          | 15     | 0      |
| 1992               | Kongsvinger        | ES                 | 9          | 0          | CN              | 3               | 0               | -                  | -                  | -                  | -          | -          | -          | 12     | 0      |
| 1993               | Kongsvinger        | ES                 | 5          | 0          | CN              | 2               | 1               | -                  | -                  | -                  | -          | -          | -          | 7      | 1      |
| Totale Kongsvinger | Totale Kongsvinger | Totale Kongsvinger | 33         | 1          |                 | 8               | 1               |                    | -                  | -                  |            | -          | -          | 41     | 2      |
| 1994               | Sogndal            | ES                 | 21         | 2          | CN              | ?               | ?               | -                  | -                  | -                  | -          | -          | -          | ?      | ?      |
| 1995               | Sogndal            | 1D                 | 22         | 6          | CN              | ?               | ?               | -                  | -                  | -                  | -          | -          | -          | ?      | ?      |
| 1996               | Sogndal            | 1D                 | 22         | 5          | CN              | ?               | ?               | -                  | -                  | -                  | -          | -          | -          | ?      | ?      |
| 1997               | Sogndal            | ES                 | 22         | 3          | CN              | ?               | ?               | -                  | -                  | -                  | -          | -          | -          | ?      | ?      |
| 1998               | Sogndal            | ES                 | 18         | 0          | CN              | ?               | ?               | -                  | -                  | -                  | -          | -          | -          | ?      | ?      |
| Totale Sogndal     | Totale Sogndal     | Totale Sogndal     | 105        | 16         |                 | ?               | ?               |                    | -                  | -                  |            | -          | -          | ?      | ?      |
| 1999               | Raufoss            | 1D                 | 21         | 1          | CN              | ?               | ?               | -                  | -                  | -                  | -          | -          | -          | ?      | ?      |
| 2000               | Raufoss            | 1D                 | 26         | 1          | CN              | ?               | ?               | -                  | -                  | -                  | -          | -          | -          | ?      | ?      |
| 2001               | Raufoss            | 1D                 | 14         | 0          | CN              | ?               | ?               | -                  | -                  | -                  | -          | -          | -          | ?      | ?      |
| 2002               | Raufoss            | 1D                 | 22         | 4          | CN              | ?               | ?               | -                  | -                  | -                  | -          | -          | -          | ?      | ?      |
| 2003               | Raufoss            | 1D                 | 26         | 4          | CN              | ?               | ?               | -                  | -                  | -                  | -          | -          | -          | ?      | ?      |
| 2004               | Raufoss            | 1D                 | 25         | 3          | CN              | ?               | ?               | -                  | -                  | -                  | -          | -          | -          | ?      | ?      |
| 2005               | Raufoss            | 2D                 | ?          | 3          | CN              | ?               | ?               | -                  | -                  | -                  | -          | -          | -          | ?      | ?      |
| 2006               | Raufoss            | 2D                 | ?          | ?          | CN              | ?               | ?               | -                  | -                  | -                  | -          | -          | -          | ?      | ?      |
| Totale Raufoss     | Totale Raufoss     | Totale Raufoss     | ?          | ?          |                 | ?               | ?               |                    | -                  | -                  |            | -          | -          | ?      | ?      |
| Totale             | Totale             | Totale             | ?          | ?          |                 | ?               | ?               |                    | 2                  | 0                  |            | -          | -          | ?      | ?      |